# 卡羅伊內閣
卡羅伊內閣是霍爾蒂時期第四屆內閣，於1931年8月24日至1932年10月1日期間領導著匈牙利。